# 천다오밍
천다오밍(중국어 간체자: 陈道明, 정체자: 陳道明, 병음: Chén Dàomíng, 한자음: 진도명, 1955년 4월 26일 - )은 중화인민공화국 출신의 남자 배우로 톈진 출신이다.
중학 졸업 후, 중앙희극학원에 입단하여 단역과 조연으로 명성을 1984년에 푸이로 분한 《마지막 황제》로 금응장(金鷹奬)을, 《위성》(圍城)으로 중국예술학회 학회상을 받았다. 이후에는 현대극에도 나왔으나 주로 역사극에서 주연을 맡아 강희제, 동방삭, 구천 등을 연기하며 중국에서 중년배우 중 톱스타, 그리고 국민배우로서 알려져 있다. 자신의 배역을 연기로 잘 승화시킨다는 평을 받으며 "텔레비전 드라마의 황제"(電視劇皇帝)라는 수식어를 가지고 있기도 하다.
한국과 서양에서는 2002년에 진왕 영정(후일 진 시황제)으로 출연한 《영웅》으로 잘 알려져 있다.

## 출연 작품

### 영화
- 영웅
- 무간도3
- 5일의 마중

### 외화
- 와신상담
- 초한지